# Поваляево
Поваляево — деревня в Заокском районе Тульской области России.
В рамках административно-территориального устройства входит в Бутиковский сельский округ Заокского района, в рамках организации местного самоуправления включается в Страховское сельское поселение.

## География
Деревня находится в северной части Тульской области, в зоне хвойно-широколиственных лесов, к западу от автодороги 70К-001, на расстоянии примерно 5 километров (по прямой) к юго-западу от посёлка городского типа Заокский, административного центра района. Абсолютная высота — 208 метров над уровнем моря.

### Климат
Климат характеризуется как умеренно континентальный. Среднегодовая многолетняя температура воздуха составляет 4,6 °С. Средняя температура воздуха самого холодного месяца (января) — −10,3 °C (абсолютный минимум — −33,9 °C); самого тёплого месяца (июля) — 18,2 °C (абсолютный максимум — 33,2 °C). Безморозный период длится в течение 132—147 дней. Продолжительность вегетационного периода составляет около 180 дней. Среднегодовое количество атмосферных осадков составляет 572 мм, из которых большая часть (около 70 %) выпадает в тёплый период. Снежный покров держится в течение 135 дней. Среднегодовая скорость ветра составляет 3 м/с.

### Часовой пояс
Деревня Поваляево, как и вся Тульская область, находится в часовой зоне МСК (московское время). Смещение применяемого времени относительно UTC составляет +3:00.

## Население
Введите название объекта АТД

### Национальный состав
Согласно результатам переписи 2002 года в деревне проживал один житель русской национальности.